# 高庙乡 (三门峡市)
高庙乡，是中华人民共和国河南省三門峽市湖滨区下辖的一个乡镇级行政单位。

## 行政区划
高庙乡下辖以下地区：
大安村、小安村、位家沟村、羊虎山村、黄底村、王家岭村、侯村、李家坡村和穴子仓村。